# Cesar (Lugo)
Cesar (llamada oficialmente San Salvador de Cesar) es una parroquia y una aldea española del municipio de Sarria, en la provincia de Lugo, Galicia.

## Otras denominaciones
La parroquia también es conocida por el nombre de O Salvador de Cesar.

## Organización territorial
La parroquia está formada por tres entidades de población:
- Arxevide
- Cesar
- Pape

## Demografía

### Parroquia
| Gráfica de evolución demográfica de Cesar (parroquia) entre 2000 y 2021 |
|                                                                         |
| Datos según el nomenclátor publicado por el INE.                        |

### Aldea
| Gráfica de evolución demográfica de Cesar (aldea) entre 2000 y 2021 |
|                                                                     |
| Datos según el nomenclátor publicado por el INE.                    |